# Metalno doba
Metalno doba je razdoblje ljudske prapovijesti u kojem čovjek od metala izrađuje oružje, oruđe i predmete svakodnevne upotrebe.

## Periodizacija
- Bakreno doba - razdoblje u kojemu se još upotrebljavaju predmeti od obrađenog kamena, ali sve više prodire upotreba bakra; oko 3500. pr. Kr. - oko 2000. pr. Kr.[1]
- Brončano doba - razdoblje u kojemu se predmeti izrađuju od bronce; oko 2000. pr. Kr. - oko 800. pr. Kr.[2]
- Željezno doba - razdoblje u kojemu se predmeti izrađuju od željeza; oko 800. pr. Kr. - početak I. st. po Kr.[3]

Poslije najnovijeg istraživanja na neolitičkomu nalazištu Pločnik, kod Prokuplja (Srbija), starom 7,500 godina, arheolozi su još jednom potvrdili tezu da je metalno doba u Europi počelo mnogo ranije nego što se do sada smatralo. Prema riječima arheologa Dušana Šljivara, pronalaženje raznih metalnih predmeta upućuje na zaključak da je metal počeo da se koristi 500 do 800 godina ranije nego se prije vjerovalo.

### Arheološki nalazi
Zanimljivo je vidjeti i znati starost prvih predmeta od nekog metala kroz povijest i regije:
- 9000. pr. Kr.- kovani bakar, srednja Azija
- 5000. pr. Kr.- zlato, bakar, Europa
- 4000. pr. Kr.- bronca, Bliski istok
- 2300. pr. Kr.- bronca, Europa
- 1500. pr. Kr.- željezo, zapadna Azija
- 1000. pr. Kr.- željezo, Europa

## Osobitosti
Nakon mlađeg kamenog doba (neolitika) slijedi prvo doba kovina koje nazivamo eneolitik (tzv. bakreno doba – oko 3000. pr. Kr.). Ono je zapravo prijelazno razdoblje iz neolitika u metalno doba. Zlato i bakar bili su prvi metali otkriveni još u neolitu. Ovi metali nalaze se u rijekama, stijenama i na površini zemlje. Vjerojatno je pračovjek posve slučajno naložio vatru te je u ohlađenomu pepelu pronašao grumuenčiće metala. Stanovnici Male Azije su u 6. tisućljeću prije Krista prvi svladali umijeće izdvajanja metala iz rude. Zidali su peći od gline visoke oko dva metra, u kojima su topili rudu i izrađivali kalupe koji su služili za oblikovanje istopljenoga metala. Topljenje rude i daljna obrada metala predstavljaju početak razvitka metalurgije. Sječiva od bakra lako su se krivila i tupila jer je bakar mekani metal, tako da se i dalje najviše rabilo oružje od kamena.
Umijeće izrade bronce pojavilo se je na srednjem istoku oko 3000. pr. Kr. i odatle je prešlo u Europu. Bronca najprije dolazi u jugoistočnu Europu, a zatim u srednju i sjevernu Europu oko 2000. pr. Kr. Brončano doba dobilo je naziv po uporabi slitine bakra i kositra = bronce. Legura bronce izrađuje se od 90% bakra i 10% kositra, a taj se je omjer pokazao najboljim, pa se i danas primjenjuje kod umjetničkih odljeva. Brojni rudnici bakra i kositra iz brončanoga doba u različitim krajevima Europe dokazuju da su tadašnji ljevači brzo svladali to umijeće. To je bilo vrijeme dvaju najvažnijih izuma: kotača i lončarskog kola. Od bronce se izrađivalo raznovrsno oruđe (npr. srpovi), ali sve više i oružje (vrhovi strijela i koplja, mačevi i bodeži) jer se osim zemljoradnika i ratara pojavilo i treće zanimanje – ratnik. Radi obrane od napadača naselja se premještaju iz dolina na teže osvojive brežuljke i utvrđuju kamenim suhozidom. Ta utvrđena naselja na brežuljcima nazivamo citadelama (gradinama).
Željezno doba se nastavlja na brončano, a njegov početak i trajanje različit je na različitim područjima. U srednjoj i zapadnoj Europi ono traje kroz cijelo tisućljeće. U Egiptu tragovi uporabe željeza sežu u 4. tisućljeće pr. Kr., a do opće uporabe željeza dolazi tek oko 1300. pr. Kr. U Mezopotamiji široka primjena željeza počinje oko 1000. pr. Kr. Kraj željeznoga razdoblja ujedno označuje i kraj prapovijesti, a na području srednje i zapadne Europe taj je kraj vezan uz dolazak Rimljana.